# Henry Moeller
Henry K. Moeller (* 11. Dezember 1849 in Cincinnati, Ohio; † 5. Januar 1925 ebenda) war ein US-amerikanischer römisch-katholischer Geistlicher. Er war Bischof von Columbus (1900–1903) und Erzbischof von Cincinnati (1904–1925).

## Leben
Moeller wurde als ältestes von sieben Kindern westfälischer Einwanderer in Cincinnati, Ohio geboren. Zwei seiner Brüder wurden Priester, eine seiner Schwestern Nonne.
Nachdem er 1869 die Schule mit Auszeichnung abgeschlossen hatte, wurde Moeller vom Erzbischof von Cincinnati, John Baptist Purcell nach Rom geschickt, wo er am Päpstlichen Nordamerika-Kolleg ein Studium der Philosophie und Theologie absolvierte. Dabei gewann er für seine theologischen Werke drei Preise.
Moeller empfing am 10. Juni 1876 in der Lateranbasilika durch Erzbischof Giulio Lenti die Priesterweihe. Im selben Jahr wurde er promoviert.
Er kehrte daraufhin nach Ohio zurück, wo er zunächst in Bellefontaine wirkte. Von 1877 bis 1879 war er Professor in Norwood. Danach diente er zwischen 1879 und 1880 als Sekretär des Bischofs von Indianapolis, Francis Silas Marean Chatard (1879–1880) und anschließend für den Erzbischof von Cincinnati, William Henry Elder.
Am 6. April 1900 wurde Moeller von Papst Leo XIII. zum Bischof von Columbus ernannt. Die Bischofsweihe spendete ihm am 25. August desselben Jahres in der Kathedrale St. Petrus in Ketten der Erzbischof von Cincinnati, William Henry Elder, Mitkonsekratoren waren Henry Richter, Bischof von Grand Rapids und Thomas Sebastian Byrne, Bischof von Nashville. Zwei Tage später wurde er in das Amt eingeführt.
Am 27. April 1903 wurde er zum Koadjutorerzbischof von Cincinnati und Titularerzbischof pro hac vice von Areopolis ernannt. Am 31. Oktober 1904 folgte er William Henry Elder als Erzbischof nach. Er wurde am 15. Februar 1905 in das Amt eingeführt, das er bis zu seinem Tod am 5. Januar 1925 innehatte.